# یواس‌اس داتون (ای‌جی‌اس-۸)
یواس‌اس داتون (ای‌جی‌اس-۸) (به انگلیسی: USS Dutton (AGS-8)) یک کشتی بود که طول آن ۱۳۶ فوت (۴۱٫۵ متر) بود. این کشتی در سال ۱۹۴۳ ساخته شد.